# Маго
Маго́ (рос. Маго) — селище у складі Ніколаєвського району Хабаровського краю, Росія. Адміністративний центр Магинського сільського поселення.

## Населення
Населення — 1480 осіб (2010; 2273 у 2002).